# L'ossessione di Jamie
L'ossessione di Jamie (The Wrong Neighbor) è un film per la televisione del 2017 diretto da Sam Irwin. Il film fa parte della serie di film The Wrong.

## Trama
Tim Sullivan e sua figlia Lisa si trasferiscono in un nuovo quartiere, ma lì fanno conoscenza con Jamie, la nuova vicina che si rivelerà pericolosa e ossessiva. Jamie vuole avere una vita con Tim, che nel frattempo si era separato dalla moglie Heather, ma quest'ultima non si rende conto che la vicina sta ossessionando la sua famiglia.